# Yangpingguan (köpinghuvudort i Kina, Shaanxi, lat 32,96, long 106,05)
Yangpingguan är en köpinghuvudort i Kina. Den ligger i provinsen Shaanxi, i den nordvästra delen av landet, omkring 300 kilometer sydväst om provinshuvudstaden Xi'an. Antalet invånare är 29 487. Befolkningen består av 14 637 kvinnor och 14 850 män. Barn under 15 år utgör 13,0 %, vuxna 15-64 år 74 %, och äldre över 65 år 11,0 %.
Runt Yangpingguan är det ganska tätbefolkat, med 90 invånare per kvadratkilometer. Yangpingguan är det största samhället i trakten. I omgivningarna runt Yangpingguan växer i huvudsak blandskog.
Genomsnittlig årsnederbörd är 1 170 millimeter. Den regnigaste månaden är juli, med i genomsnitt 268 mm nederbörd, och den torraste är december, med 2 mm nederbörd.